# خاتم

[.اجزاء الخاتم:1: طارة. 2: الكتف. 3: الإطار الخارجي. 4: الحجر / جوهرة في إنشاء / تركيب.

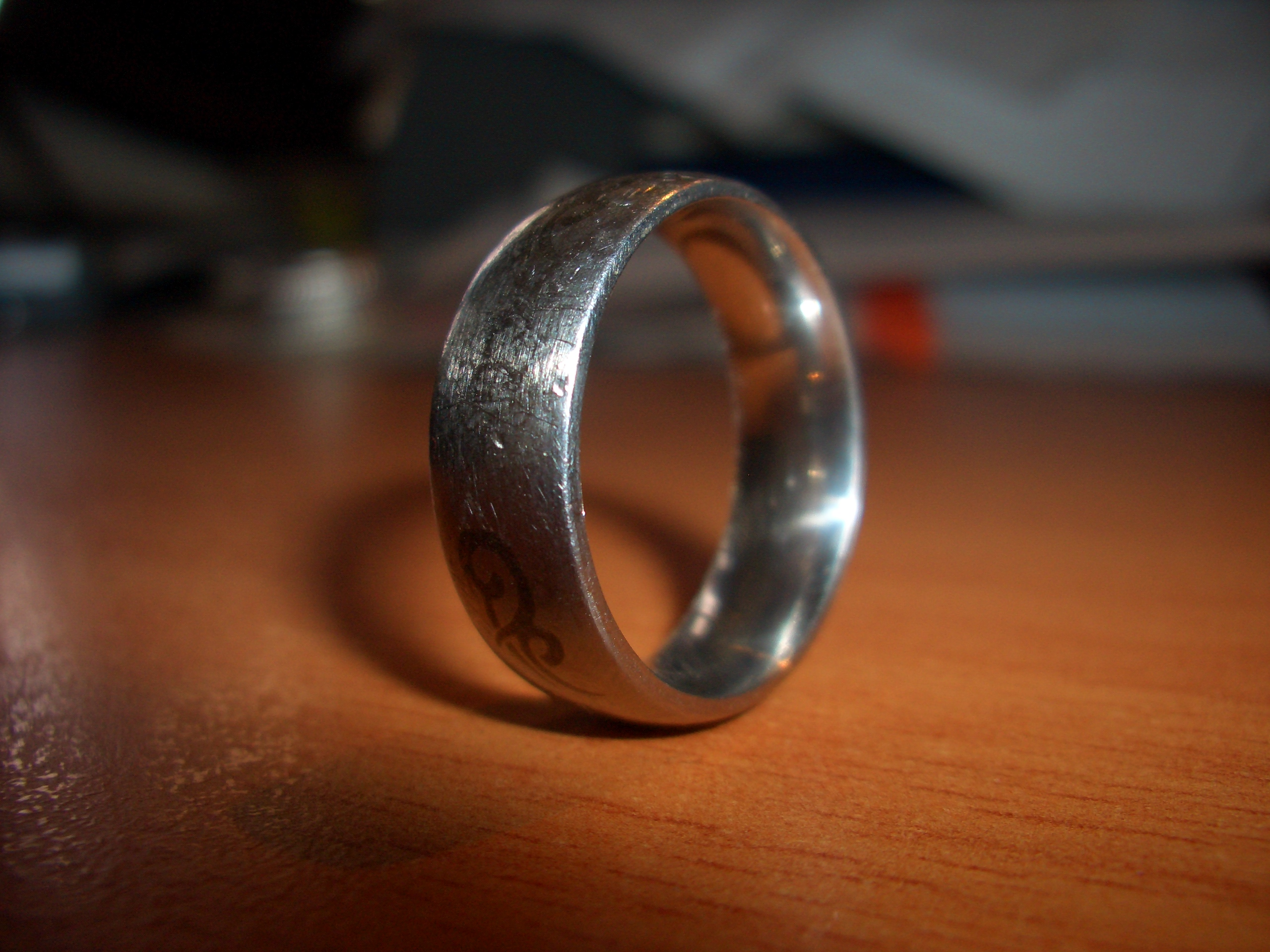
خاتم أصبع.

الخاتم هو عبارة على حلقة دائرية الشكل مصنوعة من المعدن أو أي مادة أخرى تستخدم كحلي. ترصع بعض الخواتم بفصوص من الجواهر الكريمة أو النقوش المحفورة. وعادة ما تلبس الخواتم في أصابع اليدين، ولكنها قد تلبس أيضا في الآذان والأنوف وأصابع القدمين. غالبا مايستخدم الخاتم رمزا للخطوبة أو الزواج (أول من استخدمه للزواج هم المصريون القدماء). وتحول الخاتم في كثير من الأديان إلى رمز روحي وديني.

## التاريخ
وشاعت عادة الأخذ والعطاء خواتم الاصبع يعود إلى أكثر من 6,000 سنة تقريبا. تتبع تاريخ دقيق لهذه الممارسة صعب.

## رمزية الخاتم

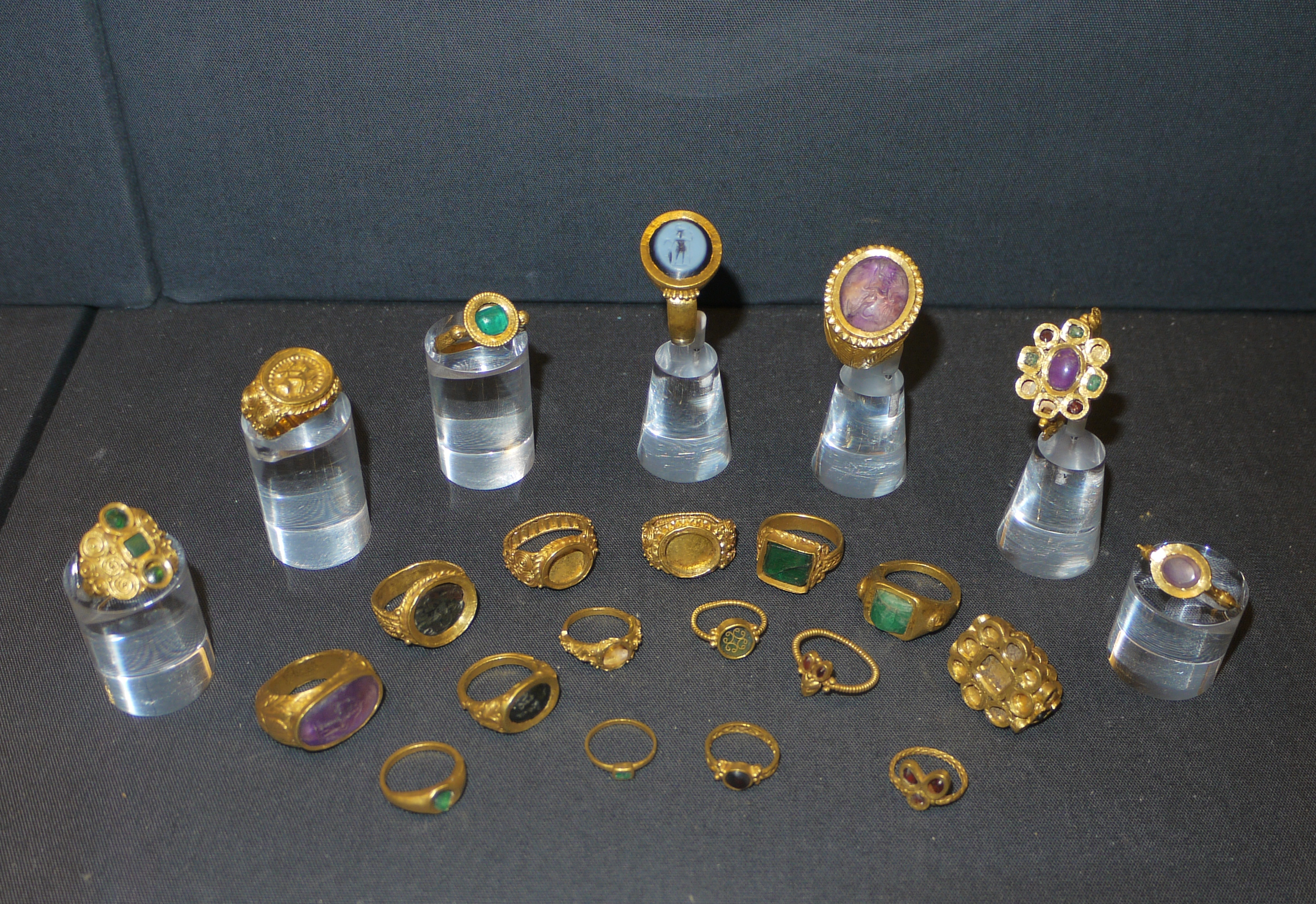
الخواتم الرومانية في الكنوز القديمة

تدرج زينة الخاتم، في سياق الظـاهرة التقديسية التبريكية التي تنغرس فيها كينونة المرء الوجودية والمعـرفية. ونظير أي شيء آخر، يتقدس الحجر الكريم الذي يرّصع الخاتم بقدر ما يفـارق ذاته، أي بقدر ما يتحلل من صلابته المادية ووظائفه وخواصه الفيزيائية والكيميائية ليكتسب القداسة. وتغدو الخواص الطبيعية في نظر المتدين مزايا روحية دالـة على القوة والاجلال والعظمة. وبـدون هذه المفارقة التي تحدس بها العين المؤمنة، لايتبوأهذا الشيء مقام القداسة والتكريم. والتـزيّن على صلة بجسد المتزين، الجسد الذي لا ينفصل عـن فضائه الديني. وتكشف هـذه العـلاقة صورة عن الجسد حريّة بالتبحّر والتمحيص. إذ لا ينعزل هذا المنظور الجسدي عـن الكون. فالجسد، كجزء غير منفصل عن العالم، يقع تحت وطأة العوامل الطبيعية والبيئية والفلكية، ويُعـاد ترتيبه ليخدم مدوّنة، يتواشج فيها الواقعي بالمتخيّل، والتجريبي بالماورائي. فالـجسد لا يمكن اختزالـه إلى بنيته المرئية فحسب. انه يمثل حلقة من الشبكة المخفية التي توحد العالم. وهو لا يجد أساسه في ذاتـه، كما في علمي التشريح والفيزيولوجية، بل ان العنـاصر التي تمنحه دلالاته العميقة ينبغي العثور عليها في مـوضع آخـر. في منظومـة المحظـور والمباح. والعـوامل التي تضبط أو تحـدد هـذه المنظومة السلوكية ترضخ بدورها لضغوط النظافة من جهة، ولهيمنة القوى الغيبية والخفية من جهة أخرى. فالهيئة الجسدية تحتل جزءا أساسيا مـن التصور الكوني العـام الذي يصنف الكائنات في مراتب قارة. والجسد الإسلامي، كأي جسد ديني، ليس سيّد نفسه. بـل تشكّله طقوسية جسدية دقيقة تحدّق بسائر أوضاعه والفضاءات التي تسمح له بالتمـدد أو الانكفاء. ولا يمكن فهم طبيعته داخـل حدوده الخاصة، انمـا مـن خلال خضوعه لسلطان مفارق ذي خارطـة شعائرية دقيقة توضح مكانه ومقامه، وتحدّد دوره وإمكانياته، وتحصّنه من فوضاه الذاتية والتشتت واللا جدوى والقلق.
والنشاط الجسدي ليس نشاطاً ضرورياً للإنسان من حيث هو كـذلك، بل يُدين لسلطة متعـالية لا ينفصل عنها. وتلعب الاستعمالات والسلوكيات المـنظمة للجسد دوراً رئيسياً فـي الاستشعار بالأمن والألفة والتكافل مع الآخرين، والانغراس في الـجسم الجمـاعي ذي الـدفء الروحي. وهذه السلـوكيات المتنوعة تحـفّ بالصغيرة والكبيرة، بـدءاً من الإستحمـام وطرائق تناول الطعـام وارتداء الملابس، إلى الجلوس والنـوم واليقظة والمشي.
إلى الاستنجاء والاستبراء والتسوّك والتعطر والتكحّل والانتعال وتقليـم الأظـافر وقصّ الشعـروالترجيل والـوشم والتـختم والتخضّب والتجـمّل.. انتهاءً بالحجامة والختان والخفض... وان كنا اليوم لانرى من يستجيب لكـل المعايير، ولا يطبق كـل القواعد، فلأن صورة الجسد لدى العديد من المثقفين ما عادت طبقة واحدة، بل اضحت طبقـات شتى وتلاويـن مختلفة نجـمت عـن تعدديـة مصـادر ثقـافتهم ومراجـعهم وتشبّعهم بالمشاعـر الفردية النرجسية والقيم التحررية، واهتزاز قناعاتهم الدينية. وحافزنا إلى هذه الدراسة هو تعـرية دلالات هـذا الموروث المتخفي في سلوكية صغيـرة وبسيطة مثل التختم، لـكنها معبّرة عن موقف وجودي وديني. وتزداد اهمية الوقوف عليها لشيوعها وانتشارها، في صفوف شريحة شعبية كـوجه مـن وجوه السلوك اليومي، ولانكفاء قطـاعات كبيرة إلى استيحاء المدوّنة الجسدية الدينية في تصرفاتها واعمالها، اثباتاً لهويتها ودورها. وابرزها ما تستدعيه قراءة الـجسم الحمدلي، وفق تعبير عبد الكبير الخطيبي، الغارق في الفضاء الميتافيزيقي. هذا التعارض الثنائي بين المقدس والمدنس، الطاهر والنجس، والروحي والجسدي، هوالذي يموضع الجسم. وما تسعى إليه الطقوسية في ادق تفاصيل السلوكية الجسدية، وتعبيراتها العضوية يقوم عـلى اعـادة التجميع والمؤالفة بين المـختلف لإعـادة ترتيبه، وفق رؤية محددة وراسخة.
ولليد في الفضاء الجسدي مكانة متميزة، ودلالات دينية متعددة إذ تتعلق اليد بفكرة النشاط والقيادة والقوة. وهي من شعائر التبريك والعناية الإلهية. ولأهمية هذه اليد في الموروث الديني القـديم عُثر في بـابل، على برج زيدا تعلوه يد يمنى مكرسة للإله آنو، وكـان يدعى برج اليـد اليمنى. وحركة الأيدي المسماة «مودرا» من أهم الحـركات الطقوسية، عند الهندوس والبوذيين. وكل حركة أو إيماءة من اليد تنبئ بموقف روحي، أو ديني معين. وتشكل مجموع هذه الحركات الرمزية القاعدة الأساسية للرقص الشعائري الآسيوي الـذي يُعد حواراً حقيقياً مع الأرباب. ومنذ القدم، صُنعت تمائم وطلاسم على شاكلة اليد، لمحاربة العين الشريرة. مثل اليد النذرية البرونزية عند اليهود، حيث لكل اصبع تأثير روحـي اوسحري ينبعث من الأسماء المنقوشة فيه. وكذلك لدى الشيعة «كـف فاطمة» ويمثل كـل اصبع شخصاً مـن الشخصيات المقدسة التالية: محمد، علي، فاطمة، الحسن، الحسين.
ومن الثنائيات التي تقسم الفضـاء الجسدي، واليـد تحديدا التفريق بين اليمين والشمال، وهـو ما يهمنا هنا، لأنه منوط بعملية وضع الخاتم باليمين. فاليمين ذو دلالـة روحية وهو الطرف الرحماني. بينما اليسار طـرف شيطاني. لـذا كان التختم باليمين واجباً ربانياً. وكـان الخلفاء الأربعة يتختمون باليمين. وطُبعت كلمة اليمين في اللغة العربية بدلالات القوة والعزيمة. واليمين انما يكون لأسماء الله الحسنى تعظيماً واكتساباً للقدرة، كما يقول ابـو البقاء في «الكليات». والتفريق الحاصل يقسم الفضاء مـكانياَ، كما الجسد إلى حقلين متعارضين. وجـاء في نصوص يهودية «ربانية» ان الإنسان الأول آدم كان رجلا من اليمين وامرأة مـن اليسار. وقسمه الله شطرين ليخـلق منه الـذكر والأنثى. وظـل هذا اعتقاداً سارياً في العصور الوسطى، حيث اليمين يدل على الذكوري والنهـاري والإلـهي، واليسار عـلى الأنثوي والظـلامي والشيطاني. وكان الإغريق يؤثرون أيضاً اليمين على اليسار لدلالة الأول على القوة والاستقامة والظفر. اما شعوب الشرق الأقصى فعلى خلافنا، يفضلون اليسار على اليمين. وهـذه المفاضلة المعكوسة مردها إيثار البوذية الليلي على النهاري، والحقيقة الباطنية على الحقيقة الظاهرية. وفي العلوم التنجيمية والسحرية فإن اليسار هو الجانب الشبحي الذي تتحد معه النفس المظلمة الغرائزية الشيطانية. امـا اليـد وهي موضع التختم فتتعلق بفكرة النشاط العضلي والقوة والقيـادة. وتُستخدم في شعائر التبريك. وتدل الـيد اليمنى عـلى السلطة الـروحية وطريق السمـاء.
والتختم في الأصل يدل على السلطة والشهرة والثروة. ولـم يكن يضع الخـاتم إلا كل ذي سلطان ليختم بـه الكتب قبل أن يصبح للزينة، كما يقول ابن منظور في«لسان العرب». والخاتم في العربية هو الطـابع والعلامة والسمة. وفي آشور، بلاد منشأ الأختام، تـدل كلمة سمو على الاسم، والخـاتم رمـز الانتماء إلى الجماعة، والارتباط بقدرها ومصيرها، وعلامة على التحالف والتكافل بين افرادها. ووفق أسلوبـه التوفيقي الرمزي، وجد فيلون في الختم نموذجاً، أو المخطط الأولي الذي صمم الله بمقتضاه العالـم المحسوس وبالصورة المجلّوة الآن. والختم النموذجي، هو العالم المثالي والكلمة الإلهية «لوغوس».
وكان المسيحيون الأوائل يلبسون الخواتم، ونصحهم كليمان الإسكندري في زمانه ان ينقشوا على الفصوص بعض الرموز المسيحية مثل: الحمامة أو السمكة أو المرساة. وبـالتختم يجتاف المرء طـاقات سحرية وقـدرات عجـائبية، حسب المـرويـات الشعبية. ويمثل خـاتم سليمان الأصل المحتذى للخواتم السحرية التي تعزى إليها القـدرة على فتح الأبواب، والدخول إلى المغاور وكشف الكنوز، وأحياناً الـدخول إلى الفردوس. وحسب مزاعم الثعلبي في «قصص الأنبياء» فقد نزل الخاتم من السماء على صورة ياقوتة خضراء مدون عليها «لا اله الا الله، محمـد رسول الله» وكـان مُلك سليمان، أي قوتـه، في خاتمه، وبها عظمة سطوته المـادية والروحية، فسخّر الإنس والـجن «فلا يمتنع عليه شيء في بر وبحر». وتحول خـاتم سليمان في المعتقـدات الشعبية والمـوروث الإخباري إلى«هوام» ينحو إلى الإشباع الوهمي بالقوة المتخيلة الخارقة التي تجترح الأعاجيب، وتعوّض على المرء ما ينتابه من شعور بالضعف وقلـة الحيلة. اما ما يضفي على التختم عـامة هذه القوة وتلك الفعالية على الجسد، وعـلى المصير الإنساني، فمرده خـواص الأحجار الكريمة التي ترصّع بها الخواتم. فالأحجار هذه تترجم أصلاًً سماوياً وأمارات لحقيقة روحية، أو وعـاءً لوسائط روحية متعلقة بدوران الأفـلاك، وحركات الكواكب وطوالع النجوم والبروج. والتختّم حـالئذِ تكثيف لهذ الطـاقات الكونية والفلكية. والفصوص المتلألئة بأشكالها النيرة وفنون جواهرها وألوانها المثيرة والجذابة تمثل القـوى الكونية المقدسة. والمعادن المستخرجة من المناجم حسب تصور بدائي شائع، خصوصاً في العلوم السيميائية، نوع من الأجنّة التي تنمو في رحم الأرض الأم، وهي مثقلة بالقـداسة، واستخراجها في هذا الحال يستلزم القيـام بشعائر التطهر والصيام والصلوات والتأمل الروحي. كذلك تواكب الطقوسية الدينية عملية صهر المعادن. ونُقلت الصفة التقديسية إلى الحدادين والمعدنيين. وهذه النظرة إلى الأحجار الكريمة مندرجة عـموماً في سيـاق الميتولوجية التعـدينية والتقـاليد السيميائية. وفي اعتقادات قـديمة ما تزال سارية حتى اليوم كما يقول ميرسيا الياد، فإن البحث أو الكشف عـن كنوز مدفونة يفضي بالمنقّب إلى الموت، حيث هذه الكنوز في حوزة المخلوقات الأرضية التي تراقبها وتزود عـنها، وعـليه لانتزاع هذه الجواهر من هذه الأرواح الجهنمية والشيطـانية، ومنها التنانين والأفاعي، ان يتخذ تـدابير احترازية طقوسية، تشبه ما كان يفعله المعدنون القـدماء قبل أن يباشروا نبش الكنز المدفون. وفي الموروث الإسلامي الشيعي ان على المتختم، قبل أن يلبس خـاتمه، ان يردد دعاءً خاصاً لأن التختم بالأحجار الكريمة عمل ذو مهابة مقـدسة وسنّة دينية، يتحاشى المؤمن الإساءة اليه أو اضعاف بركته. وافرد اخوان الصفا فصولاً لوصف الأحجار الكريمة، وطريقة تكونها وخـواصها، إذ وجدوا في هذه الجواهر منافع دينية وطبية ونفسية. وهي من «لطـائف بـديع صنع الباري ودلالـة من دلائل نظامه وحكمته». كذلك قرن اخوان الصفا على غرار القـدماء بين لمعان الجواهر الحجرية، مثل البلور والياقـوت والزبرجد والعقيق وما شاكلها، وانـوار الكواكب المتولية لذلك الجنس من الجواهر. وفي كتب النجامة (أي احكام النجوم) ان الأحجار الكريمة تناظر المعادن والكواكب.

### تصنيف الجـواهر
وكان للعلماء العرب بعض الإسهامات والخبرات في تصنيف الجـواهر غير انها فُقدت بمعظمها. فالكندي قـد صنف في النصف الأول مـن القرن الثالث الهجري «رسالـة الجواهر والأشياء» التي ضاعت. وابن جزار واحد من المؤلفين العرب في الأحجـار والجواهر، وكتابه مفقود. ووضع أبو الريحان البيروني «الجمـاهر فـي الجواهر». وللرازي «الجـواهر والخواص». وللطوسي كتاب في الجواهر، وآخر للجوهري ولعطارد بن محمد ولأبن الأكفاني. واهـم الكتب الموضوعة ازهار الأفكار في جواهر الأحجار للتيفاشي (التونسي) عام 608 ه ويشتمل على وصف خـواص الجواهر، ومناقشـة لغوية لاسم المعدن أو الجواهر. وما هو خليق ذكره ان أسماء هـذه الأحجار هي مـن الإغـريقية واللاتينية والسنسكريتية والبعض مـن العربية. وقد وضع التيفاشي حصيلة خبرتـه في المعادن والأحجار، وذكـر خواصها الطبية والطبيعية وميزاتها وفروقها، ووقف على غرائبها واسرارها، وخلط، على عادة أبناء عـصره، بين الكتابة العلمية والروحانيات، وبين الحقائـق والأساطير. وانتشرت الـصورة الـحجرية الجوهرية في الثقافة العربية الإسلامية. ورسّخ الأدب الديني تصوراً حول اوصاف الجنة ومقـاماتها النفيسة، فأشجارها مرصعة بتلك الأحجار الثمينة، وانهارها تجري سبائك مـن فـضة. كـذلك شُحنت «الـف ليلة وليلة» بـالأوصاف، والاستعارات، والتخيلات الزخرفية، وباصطلاحات المـواد
الثمينة والأحجار الكريمة، في وصف العمائر والمدن كما في الليلتين : 277 و278. وعبر عـن هذه الصور والأوصاف المؤسسة عـلى الأحجار والمعادن الثمينة والـجواهر الشعـر الأندلسي والعمارة الأندلسية، والأحجار الثمينة هذه التي خلبت الألباب ببريقها المنسوب إلى كينونة سماوية، لم يكتفِ الإنسان إزاءها بالتجمل والتختم بها غواية، بل وجد فيها منافع وقائية تفوق فعاليتها فعالية النباتات الطبية. وكـان يوقظ القوة الكامنة في الحجارة بصيغ سحرية ورقى وتعازيم. ولم تختلف النظرة العربية الإسلامية إلى هذه الجـواهر وخواصها وتكوينها عن سائر الأمم والحضارات. ومـن هذه الأحجار التي صنفها العرب ووقفوا على ميزاتها وأسرارها:
- الدر: ولإخوان الصفا وصف جميل وبارع لانعقاده في جوف الصدفة، إذ يماثلونه بالنطفة وهي تتخلق في رحم انثـوي. ومثّل لـدى الصوفيين الاشراق والولادة الروحية. والصورة النموذجية لهذا الجوهر الثمين تدل على كل ما هو محتجب في قـعر يصعب بلوغه. وقد ارتبط الزمرد باللوح الزمـردي الذي حُفرت عليه التعاليم الهرمسية التي طبعـت الكثير مـن الفلسفات السرية والتصورات الإسلامية الباطنية. وعزت العقائد الشعبية في العصر الوسيط إلى الزمرد قدرات سحرية، فدخلت في صنع الطلاسم والتعاويذ. وروى الموروث الإسلامي الشيعي ان الأئمة دعوا إلى التختم به. فصاحبه مثاب ولا يـرى مكروها. والعقيق حجر اثير عزت اليه المرويات الشيعية انه أول جبل في اليمن اقر لله بالربوبية ولمحمد بالنبوة ولعلي بالوصية ولشيعته بالجنة ولأعدائه بالنار. وفص العقيق يضاعف من ثواب العبادات، لأنه الحجرالذي اتى به جبريل إلى الرسول من الجنة ليأمر أمته بان يتختموا به، حتى غدت صلاة ركعتين في فص العقيق، تعادل ألف ركعة بغيره، فهو يقي من كل مكروه ويحمي من الميتة السيئة، ومـن الفقر وأنواع البلاء.

والياقوت سيد الاحجار الكريمة. من منافعه المروية ان من تختم به لم يصب بالطـاعون، فهو يدفع السم ويقوي القلب، ويقضي الحوائج ويجلب الرزق. ويمثل الماس بقسوته وشفافيته وصفائه ذروة الكمال الروحي لدى البوذيين. وتفنّنت المرويات العـربية في تخيّل طـريقة استخراجـه ووصفـه، كمـا في «المستطرف..» للابشيهي. وورد ما يحبّذ التختّم بالبلور. وفي «مكارم الاخلاق» للطبرسي (المتوفي عام548ه):«نعم الفص البلـور». ومن الاحجار الكريمة اليشب، وهو حجر ذو خواص قمرية. ولإن الأطوار القمرية، حسب التصور الإناسي بعامة، تتعلق بأطوار النساء واحـوالهن، فقد نُسب إلى اليشب قدرات اخصابية. والبابليون أول من استخدمه في هذا الإطار لعلاج العقم. والعنبر ويدعى عند العرب حجر الكهرباء اوالكهرمان. وبخصائصه المغناطيسية (اكتشفها طاليس عام600ق.م) يرمز إلى الطاقة الكهربائية الكونية والجاذبية الشمسية. وتسري هذه الطاقة في المتختّم به. واللازورد يـدل بازرقاقه على العلائية والصفاء والعمـق، وقد حافظ عند المسيحيين على رموز الطهارة والنورانية ومـلكوت السماء. وصاحب فصّ الفيروز أو الفيروزج كما يـلفظه العرب، «تـذل بين يـديه الوحوش» ولا يردّ الله يـدا تختمت به خائبة، كما في المأثور العربي. ومن الاحجار الكريمة المرجان، والنظر فيه يفرح القلب. والبازهر جوهر نيّر املس. حجر شريف تظهر منه افعال كريمة. والجـزع اليماني، ولعله عيـن النمر، لتطابق صفاتهما، وحسب المروي : يصلّى عن صاحبه ويستغفر لـه. والتختّم يكون أيضا بالحديد الصيني عند الشدائد والملمات. ومن الاحجار الماطليس والحجر المهاني وحجر مراد وحجر شـاه مسعود وحجر الجاد. واضفاء القيمة التبريكية والتقديسية للتختّم نجمت عن نوع الفص الذي يرصّع به الخاتم، أو عن مظهره وشكله أو لونه أو مصدره. والنقش عليه يضاعف من تأثير الفص المتجوهر وفعاليته. والكتابة ها هنا، تجدد الطاقات الكـامنة في الجوهر، وتزيد من قدراته. وتقرّبه من منـابع القوة الكـونية. وتخضع العبارات المنقوشة لنفوذ ميتافيزيقي لاهوتي يجسد القيم الدينية. وتسيطر على الجسد الحمدلي المتختم ارادة الله وقدرته وحكمته، بما يشبه الوشم. ولا خلاف ان كان المكتوب عبارات مفهومة مثل: حسبي الله أو العزة لله وحده، أو ما شاء الله، أو الله وليّي.أو ما توفيقي الا بالله، أو سبحان الله، أو الملك لله الواحد القهار. وهي نقوش خواتم بعـض الانبياء والائمة. أو كـان المنقوش اشبه بطلسم أو تعويذة، مثل: ك.ع.س.ل م.لا أ ه.لا. الأول بلاه.لاآلاء الا آلاؤك يا الله. فالأثر واحد، وهـو توليد المعنى اللاهوتي للجسد، ومضاعفة النفـوذ السحري عليه، وتحويل القوى اللامرئية إلى قوى منظورة، والمادة الحجرية أو المعدنية إلى دينامية كلامية. والمنقوش هو لإحاطة الجسد وتطويقه بالقوى الميتافيزيقية الشديدة الوطأة التي تـدون سلوكيته وتحدد فضاءه، بـدل هـذا التشتت والانتشار اللامجديين.
وإذا جـاز مثل هذا التنقيب عن اعماق الدلالات التي تمثلها فصوص الخواتم وحجارتها الكريمة، فان قناعتنا تزداد رسوخا كلـما اوغلنا كشفا وتعـرية بكون التختّم عملا تعويذيا ووقائيا لتجنب الضرر، والتمـاس النفع والصحة، أو ربما المتعـة والسعادة... هكذا يطوق الخاتم الاصبع كمـا صيغه التعويذية الطلسمية لحماية المتختّم ودرء الاخطار والامراض عـنه، وموضعة جسده في مكانه الملائم من المنظومة اللاهوتية التي ترتبه وتؤالـف بين اعضائه، وتحدد مساره بين سائر الاجسام شاحنة إيـاه بالطاقة الروحية والسحرية والوقائية.